# HMS Wild Goose (1942)
HMS Wild Goose («Уайлд Гуз») — шлюп типа «Блэк Суон» британского Королевского флота, номер вымпела U45. За боевую службу во время Второй мировой войны принял участие в потоплении девяти немецких подводных лодок. «Уайлд Гуз» был одним из нескольких кораблей этого класса, принявших участие в походе 1944 года, когда за один патруль британцами было потоплено шесть немецких подводных лодок.
После завершения Второй мировой войны шлюп недолгое время находился в резерве, однако в 1946 году вернулся в строй и служил до 1955 года в Персидском заливе. Продан на слом в 1956 году.

## Конструкция

### Главные размерения
- Стандартное водоизмещение: 1300 дл. тонн[1].
- Полное водоизмещение: 1700 дл. тонн[1];
- Длина между перпендикулярами: 86,3 метра[1];
- Длина наибольшая: 91,3 метра[1]
- Ширина: 11,4 метров[1];
- Осадка: 3,3 метра[1].

### Вооружение
Состав вооружения на момент вступления в строй:
- 3 × 2 — 102-мм универсальные артиллерийские установки;
- 4 × 2 — 20-мм;
- 2 × 1 — 20-мм;
- 4 бомбомёта;
- 2 бомбосбрасывателя (40 глубинных бомб).

Впоследствии в состав зенитной артиллерии добавлены 2 спаренные 20-мм установки и 2 спаренные 40-мм установки «Хаземейер»; в 1946 году снято кормовое 102-мм орудие главного калибра, а обе 40-мм установки заменены на установки Mk. V такого же калибра.

### Энергетическая установка
Движение корабля обеспечивали две паровых турбины, работавших на два гребных винта. Энергетическая установка развивала мощность в 3600 л. с. (2648 кВт), обеспечивая максимальную скорость хода 19,25 узла (35,65 км/ч). Пар для турбины производили два паровых котла.

### Экипаж
Экипаж шлюпа составлял 180 офицеров и матросов.

## История службы
Шлюп «Уайлд Гуз» заложен на верфи «Ярроу» в Скотстоне, Глазго, 28 января 1942 года. Спущен на воду 14 октября 1942 года. Вступил в строй 11 марта 1943 года, вошёл в состав 2-й эскортной группы, базировавшейся в Ливерпуле.

### 1943 год
22 мая 1943 года вышел в море вместе со шлюпами «Рен», «Вудпекер», «Сигнет», «Старлинг» и шлюпом «Кайт» для противолодочного прикрытия атлантического конвоя ONS 8.
24 июня 1943 года в ходе противолодочного патрулирования в Бискайском заливе участвовал в уничтожении немецкой подводной лодки U-449, а 30 июля — U-504. Осенью 1943 года сопровождал конвои в Северной Атлантике. 6 ноября 1943 года потопил U-842.
18 декабря 1943 года встал на ремонт в Ливерпуле, работы завершены 27 января 1944 года, после чего «Уайлд Гуз» вернулся к задачам по сопровождению конвоев в Северной Атлантике.

### 1944 год
Уже 31 января совместно со шлюпами «Старлинг» и «Мэгпай» потопил немецкую подводную лодку U-592, позднее присоединился к шлюпам «Вудпекер» и «Кайт», приняв участие в потоплении немецких подводных лодок U-762 (8 февраля 1944 года), U-238 и U-734 (9 февраля 1944 года), U-424 (11 февраля 1944 года) и U-653 (15 марта 1944 года).
28 марта 1944 года совместно с другими шлюпами вышел из Скапа-Флоу, и 29 марта присоединился к конвою JW 58, шедшему в СССР; 4 апреля силы охранения вошли в Кольский залив. Позднее «Уайлд Гуз» находился в охранении обратного конвоя RA-58, вышедшего из Кольского залива 7 апреля.
В конце мая 1944 года вернулся в Ливерпуль для дальнейшего ремонта. С начала июня по начало июля 1944 года привлекался к обеспечению высадки союзников в Нормандии, неся противолодочное патрулирование в Ла-Манше.

### 1945 год
27 февраля 1945 года совместно с британскими фрегатами «Лабуан» и «Лох Фада» потопил U-1208, доведя боевой счёт до девяти уничтоженных подводных лодок.
С 12 июня по 17 сентября 1945 года «Уайлд Гуз» находился на ремонте в Лейте, попутно готовясь к переводу на Дальний Восток. Перевод был отменён после капитуляции Японии. После ремонта шлюп вывели в резерв.

### Послевоенная служба
В конце 1946 года «Уайлд Гуз» вернули в боевой состав флота в качестве флагманского корабля дивизиона Персидского залива. В начале 1955 года шлюп вернулся в Англию, после чего был выведен в резерв в Чатеме. В феврале 1956 года списанный корабль продали на слом.
Значок корабля был сохранён и передан в дар Ливерпульскому национальному морскому музею.

## Комментарии
1. ↑  Дашьян пишет, что две спаренные 40-мм установки были поставлены вместо спарки 20-мм орудий (страница 28)
2. ↑  Приведены данные по проекту. Число людей в экипаже различалось от корабля к кораблю